# Budziska (gmina Halinów)
Budziska – wieś sołecka w Polsce położona w województwie mazowieckim, w powiecie mińskim, w gminie Halinów.
| SIMC    | Nazwa    | Rodzaj    |
| ------- | -------- | --------- |
| 0002660 | Kamionek | część wsi |

Wieś szlachecka położona była w 1580 roku w powiecie warszawskim ziemi warszawskiej województwa mazowieckiego. W latach 1975–1998 miejscowość należała administracyjnie do województwa warszawskiego.
W 1580 r. wieś ta w należała do parafii Długa Szlachecka, była własnością Janusza Ciołka z Powsina, dziedzica wsi Dembe. Do II połowy XIX wieku majątek Budziska należał do rodziny Smoleńskich.
Według Słownika tom XV z 1900 r. - wieś w powiecie warszawskim, gmina i parafia Okuniew. Wraz z wsią Długa Szlachecka miała 288 mieszkańców, 2220 mr. dworskich i 685 włościańskich.
Wierni Kościoła rzymskokatolickiego należą do parafii św. Stanisława Kostki w Okuniewie.